# Архилеон
Архилеон (II век) — святой отшельник сицилийский. День памяти — 12 июня.
Святой Архилеон (Archileone), или Архирион (Archirione) был монахом-отшельником греческого происхождения.

## Житие
Ученик святого Петра, св. Архилеон прибыл на Сицилию в I веке вместе с монахами Филиппом Агирским, Калоджером Халкидонским и Онуфрием Великим, отшельником, чтобы проповедовать на острове и освободить его от демонов.
Вместе со св. Онуфрием он был отправлен в Сутеру. Затем в одиночку он пошел в Патерно, где и провёл свои последние годы жизни, пребывая в пещере.

## Поклонение
Это покровителем деревни Сутера, наряду со свв. Павлином и Онуфрием. С 1498 года его св. мощи пребывают в местной церкви св.Павлина.